# Остапович, Леон-Казимир Викентьевич

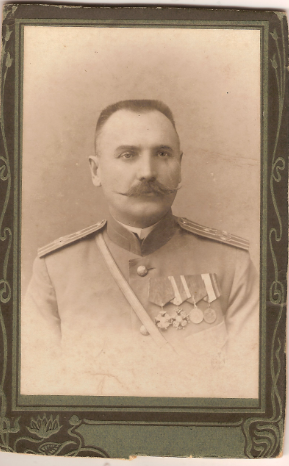
Подполковник Леон-Казимир Викентьевич Остапович

Лео́н-Казими́р Вике́нтьевич Остапо́вич (20 февраля 1864, Каменец-Подольский — 4 ноября 1914) — русский офицер, дворянин, полковник; участник Первой мировой войны, Георгиевский кавалер.

## Биография
Получил домашнее общее образование.
Вступил в службу 1 декабря 1880. В 1884 году окончил Киевское пехотное юнкерское училище с производством в офицеры (прапорщик со старшинством с 10 мая 1884) в 48-й резервный пехотный (кадр.) батальон.
Производство в очередные звания (по старшинству): подпоручик (30.8.1884), поручик (30.8.1888), штабс-капитан (15.3.1894), капитан (6.5.1900), подполковник (26.2.1910). По состоянию на 15 мая 1913 служил подполковником в 192-м пехотном Рымникском полку.
Участник Первой мировой войны. Воевал в составе 192-го пехотного Рымникского полка. Произведен в полковники 23.08.1914 г. Погиб 4 ноября 1914.

### Семья
Братья — Иосиф-Леопольд (род. 28.06.1858-?), Густав (23.09.1860-20.10.1941 Варшава)
Жена — Анна Ивановна Шиловская (1864 — март 1921); дети:
- Софья Львовна (1901 — декабрь 1919)
- Галина Львовна (14.04.1903 — 9.09.1957)
- Николай Львович (16.8.1905 — 29.4.1999)
  - внук Олег Николаевич (16.02.1929—13.02.2007)[4][5]

## Награды
- орден Св. Станислава 3-й степени (1896)
- Орден Святой Анны 3-й степени (1905)
- Орден Святого Владимира 4-й степени с мечами и бантом (ВП 02.1915)[1]
- Орден Святого Георгия 4-й степени (ВП 24.4.1915) — за то, что захватил по своей инициативе сильно укреплённую высоту у д. Новосёлки в ночь на 1 ноября 1914 г., чем заставил противника отступить на фронте левого боевого участка[1].